# Vicksburg (Florida)
Vicksburg es un área no incorporada ubicada en el condado de Bay en el estado estadounidense de Florida.

## Geografía
Vicksburg se encuentra ubicada en las coordenadas 30°19′33″N 85°39′53″O / 30.32583, -85.66472.